# Duc d'Albany
Fort Albany

Armoiries du prince Léopold, duc d'Albany,

Le titre de duc d'Albany a appartenu à la pairie d'Écosse. Il a été donné occasionnellement aux jeunes fils de la famille royale écossaise, et plus tard britannique, particulièrement dans les maisons Stuart et Hanovre.
Le royaume d'Alba est le nom donné primitivement à toute l'Écosse, puis à un duché au nord du fleuve Forth et comprenant les districts de Bread-Albane, Athol, Glenurchy (en), avec partie de ceux de Perth et d'Inverness.

## Histoire du titre
Le titre a été créé pour Robert Stuart, par son frère Robert III d'Écosse. Il fut le régent (au moins partiellement) de trois monarques écossais différents.

## Première création (1398)
- 1398 – 1420 : Robert Stuart (vers 1340 – 1420), comte de Fife et d'Atholl ;
- 1420 – 1425 : Murdoch Stuart (1362 – 1425), comte de Fife. Fils du précédent. Exécuté pour trahison.

## Deuxième création (1458)
- 1458 – 1485 : Alexandre Stuart (vers 1454 – 1485), 2e fils de Jacques II d'Écosse ;
- 1485 – 1536 : John Stuart (1481 – 1536), comte de March, régent d'Écosse. Fils du précédent.

## Troisième création (1541)
- 1541 : Arthur Stuart (1541) (décède 8 jours après son baptême).

## Quatrième création (1565)
- 1565 – 1567 : Henry Stuart (1545 – 1567), roi consort d'Écosse ;
- 1567 : Jacques Stuart (1566 – 1625), duc de Rothesay. Devint Jacques Ier en 1567.

## Cinquième création (1604)
- 1604 – 1625 : Charles Stuart (1600 – 1649), duc d'York. Devint Charles Ier d'Angleterre en 1625.

## Sixième création (1660)
- 1660 – 1685 : Jacques Stuart (1633 – 1701), duc d'York. Devint Jacques II d'Angleterre en 1685.

## Ducs d'York et Albany, première création (1716)
- 1716 – 1728 : Ernest Augustus du Brunswick-Lüneburg (1674 – 1728).

## Ducs d'York et Albany, seconde création (1760)
- 1760 – 1767 : Edward Augustus (1739 – 1767), frère de George III du Royaume-Uni.

## Ducs d'York et Albany, troisième création (1784)
- 1784 – 1827 : Frédéric d'York (1763 – 1827).

## Septième création (1881)
- 1881 – 1884 : prince Léopold d'Albany (1853 – 1884), fils de la reine Victoria ;
- 1884 – 1919 et 1920-1954 : Charles-Édouard de Saxe-Cobourg et Gotha (1884 – 1954). Né posthume. Fils du précédent.

Le titre est suspendu depuis 1919, le duc Charles-Édouard ayant pris durant la guerre le parti du Kaiser et non celui de son cousin le roi d'Angleterre.

## Fiction
Le Roi Lear de William Shakespeare a parmi ses personnages principaux un duc d'Albany qui est le mari de Goneril, la fille aînée du roi Lear.